# Автошлях Т 1727
Автошля́х Т 1727 — автомобільний шлях територіального значення у Полтавській області. Проходить територією Великобагачанського, Миргородського та Зіньківського районів через Велику Багачку — Великі Сорочинці — Зіньків. Загальна довжина — 76,1 км.

## Маршрут
Автошлях проходить через такі населені пункти:
| Автошлях Т 1727     |           |
| Полтавська область  |           |
| Миргородський район |           |
| Велика Багачка      | Т 1719    |
| Грянчиха            |           |
| Устивиця            |           |
| Гоголеве            |           |
| Коптів              |           |
| Бессараби           |           |
| Солонці             |           |
| Великі Сорочинці    | Р42Т 1726 |
| Полтавський район   |           |
| Романівка           |           |
| Загрунівка          |           |
| Бірки               |           |
| Лютенські Будища    |           |
| Зіньків             | Т 1706    |